# Schenectady, New York
Schenectady là một thành phố thủ phủ quận Schenectady trong tiểu bang New York, Hoa Kỳ. Thành phố có tổng diện tích km², trong đó diện tích đất là km². Theo điều tra dân số Hoa Kỳ năm 2010, thành phố có dân số 66.135 người. Thành phố Schenectady, New York nằm ở miền đông New York, gần nơi hợp lưu của các con sông Mohawk và sông Hudson. Đó là trong cùng một khu vực đô thị là thủ phủ bang Albany, Schenectady là khoảng 15 dặm (24 km) về phía tây bắc Albany.